# Langues coos
Pour les articles homonymes, voir Coos.

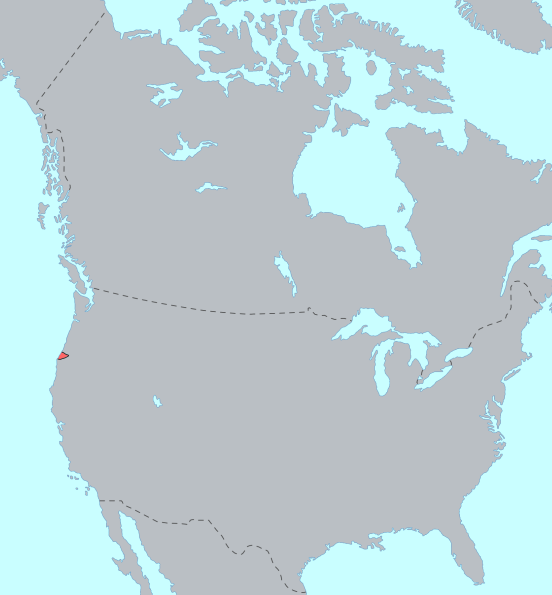
Répartition originelle du coos.

Les langues coos (ou coosan ou kusan) est une famille de langues amérindiennes qui étaient parlées le long de la côte pacifique méridionale de l'Oregon. Elles sont aujourd'hui éteintes.

Les langues coos ont été incluses dans l'hypothèse du pénutien à l'intérieur d'un sous-groupe des langues pénutiennes de la côte de l'Oregon, avec les langues alséanes et le siuslaw.

## Langues de la famille
La famille comptait deux langues, le hanis et le miluk (connu également sous le nom de « Coquille inférieur »)
Selon Melville Jacobs, ces deux langues avaient à peu près la même proximité que le néerlandais et l'allemand actuels.
Le Hanis était parlé au nord de la région autour du fleuve Coos et de la Baie de Coos (en). Le nom « Hanis » vient de há·nis que le peuple en question utilisait pour se désigner. La dernière locutrice de cette langue était Martha Johnson qui mourut en 1972.
Le Miluk était parlé dans la partie inférieure du Coquille et le marais méridional de la Baie de Coos. « Miluk » est dérivé de míluk, le nom que le peuple en question employait pour se désigner et qui est aussi relié à celui d'un village. La dernière locutrice connue de Miluk était Annie Miner Peterson (qui connaissait à la fois le Miluk et le Hanis et a enregistré des chants et des mythes sur phonographe). Elle est morte en 1939.
L'origine du mot « Coos » lui-même est incertain : il peut provenir d'une racine Hanis gus- signifiant « sud » comme dans gusimídÏi·ã « vers le sud » ; une autre possibilité est qu'il dérive d'un mot d'une langue athapascane, ku·s, signifiant « baie ».

### Hanis
- Frachtenberg, Leo J. (1913). Coos texts. California University contributions to anthropology (Vol. 1). New York: Columbia University Press. (Reprinted 1969 New York: AMS Press).
- Frachtenberg, Leo J.(1922). Coos: An illustrative sketch. In Handbook of American Indian languages (Vol. 2, pp. 297-299, 305). Bulletin, 40, pt. 2. Washington:Government Print Office (Smithsonian Institution, Bureau of American Ethnology).
- Grant, Anthony. (1996). John Milhau's 1856 Hanis vocabularies: Coos dialectology and philology. In V. Golla (Ed.), Proceedings of the Hokan-Penutian workshop: University of Oregon, Eugene, July 1994 and University of New Mexico, Albuquerque, July 1995. Survey of California and other Indian languages (No. 9). Berkeley, CA: Survey of California and Other Languages.

### Miluk
- Dorsey, James Owen. (1885). On the comparative phonology of four Siouan languages. In Annual reports of the Board of Regents for the year 1883, Smithsonian Institution (No. 3, pp. 919-929). Washington, D. C.: U.S. Government Printing Office (Bureau of American Ethnology).
- Jacobs, Melville. (1939). Coos narrative and ethnologic texts. University of Washington publications in anthropology (Vol. 8, No. 1). Seattle, WA: University of Washington.
- Jacobs, Melville. (1940). Coos myth texts. University of Washington publications in anthropology (Vol. 8, No. 2). Seattle, WA: University of Washington.

## Référence
- (en) Cet article est partiellement ou en totalité issu de l’article de Wikipédia en anglais intitulé « Coosan languages » (voir la liste des auteurs).